# 石廊崎ジャングルパーク
石廊崎ジャングルパーク（いろうざきジャングルパーク）は、岩崎産業がかつて静岡県賀茂郡南伊豆町石廊崎で運営していた熱帯動植物園である。

## 概要
1960年代、鹿児島の岩崎産業が全国数十カ所の景勝地を意欲的に開発する一環として石廊崎周辺の土地を取得。1969年（昭和44年）5月、「熱帯の楽園を楽しむ場」として開園した。約1万2000平方メートルの温室は東洋一の規模で、温室内には約3万本（3,000種類）の熱帯植物が植えられていたほか、リスザル・ミーアキャットなどの動物、世界最大の淡水魚なども飼育されていた。伊豆観光の中核施設とされ、博物館相当施設にも指定されていた。1993年（平成5年）12月には温室内で、九州以北の日本国内では初めてココヤシの実が実ったことが報じられ、関心を集めた。当時の熱帯果樹園管理担当者は、マンゴー、バナナ、パパイヤなど40種以上の熱帯果樹の生育を試みており、ハウス内の最低温度が15℃未満にならないよう、毎日石廊崎測候所に問い合わせて夜間のボイラー使用を決めるなどしていた。また夏には「南の国の昆虫展」と題して、ヘラクレスオオカブト・コーカサスオオカブトやギラファノコギリクワガタなどといった外国産の昆虫を展示するイベントも行われていた。
ピーク時の1973年度（昭和48年度）には57万人が入園したが、翌1974年（昭和49年）の伊豆半島沖地震や海外旅行の一般化などから、入園者は減少し続けた。1993年度（平成5年度）には29万3,000人の入園者数を記録していたが、海外旅行の一般化や長期化した不況、伊豆観光の低迷などの影響を受け、2002年度（平成14年度）には入園者数は10万4,000人と大幅に減少していた。「鑑賞型から体験型施設」への転換や、大手私鉄などへの経営移譲の道も探ったが、いずれも不調に終わり、岩崎産業が存続困難と判断したことから、2003年（平成15年）9月30日限りで閉園した。閉園時点では従業員数約20人だった。

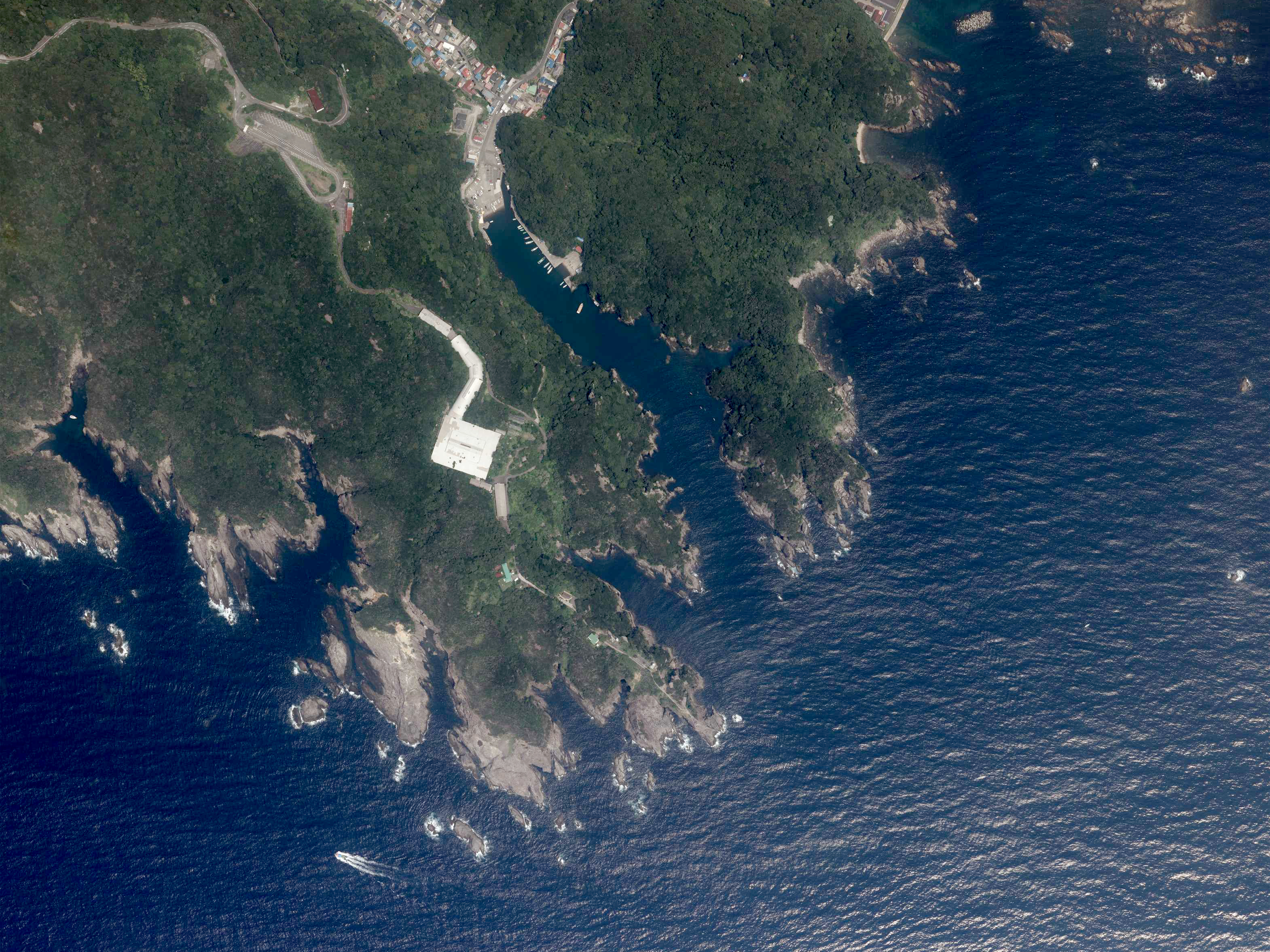
石廊崎の2013年の航空写真。白い建物が残された石廊崎ジャングルパークの建物。

閉園後も岩崎産業と南伊豆町との間で、閉園翌日の10月1日から半年間は園入口の駐車場と、そこから繋がる石廊埼灯台への通路（灯台までは国道136号から徒歩10分）の一部の賃貸契約を締結しており、その間は通行可能な状態になっていた。南伊豆町は閉園後、伊豆半島南端の観光地である石廊崎の観光衰退を防ぐため、約117 haの跡地買収交渉を継続し、2004年（平成16年）2月、町は不動産鑑定の評価などから約2億円の買収価格を提示した。しかし岩崎産業側は約6億円で譲歩せず、買収交渉は3月末に決裂した。その後管理は岩崎産業に移り、賃貸契約期限が切れたため、岩崎産業は2004年（平成16年）5月中旬に灯台への通路を閉鎖した。このため、灯台へは石廊崎漁港側から約15分の道のりを登らなければならなくなったが、その道程は往復約2 kmで、高低差も約50 mあり、急坂で道幅も狭かった。このため、同年7月に石廊埼灯台が一般公開された際にも見学を断念する高齢者がいた。また残された施設は富士箱根伊豆国立公園内にもかかわらず放置されたままとなり景観などで問題となっていた。2006年（平成18年）10月には町が買収断念を表明、2007年（平成19年）には岩崎産業が「町が買収交渉を不当に長引かせ、信義にもとる」として町を相手取り、約3億4000万円の損害賠償請求訴訟を静岡地方裁判所下田支部に起こした。2010年（平成22年）1月の第一審判決では原告（岩崎産業）側の請求は棄却された一方、同社所有地の一部を町道が占有しているとして、被告（町）にも損害金の支払いを命じたため、双方が控訴したところ、東京高等裁判所は町が跡地の南半分と、その敷地と付近の県道を連絡する約700 mの連絡道路用地（合計22.5 ha）を約2億2500万円で買い取ることや、測量費用の半額約2980万円を負担することなどを条件とした和解案を提示し、被告（町）はこの条件を受諾。2013年（平成25年）9月24日に南伊豆町が298,110 m²の土地を買い取ることで決着した。なお岬には依然として岩崎産業の土地も多く残っており、いびつな形での土地取得であることや、再整備において自然公園法や文化財保護法の関係もあり現状変更の難しさが指摘されている。
その後南伊豆町は跡地に残っていた廃墟を解体して再開発し、2019年4月1日に『石廊崎オーシャンパーク』として開業した。同施設はジオパークビジターセンターを併設した休憩施設や駐車場からなる施設で、ジャングルパーク駐車場閉鎖以降は徒歩15分を要していた石廊崎灯台へのアクセスは、オーシャンパーク駐車場から徒歩5分と便利になっている。初年度の入り込み客数は、2020年（令和2年）3月末までに16万4500人と、目標（13万人）を大きく上回るもので、新婚ブームやジャングルパーク閉園前に訪れた客の再訪が多く、また夏はヒリゾ浜帰りの客も多かったという。